# Novij Torjal
Novij Torjal (oroszul: Новый Торъял) városi jellegű település Oroszországban, Mariföldön, a Novij Torjal-i járás székhelye.
Lakossága: 6635 fő (a 2010. évi népszámláláskor).

## Fekvése
Joskar-Olától 80 km-re északkeletre, sík vidéken, a Vjatka vízrendszeréhez tartozó Nyemda és mellékfolyója, a Suksan találkozásánál fekszik.

## Története
Templomát 1819-ben építették és szentelték fel. A település alapítási évének a templom építési idejét tekintik. A Kazany–Vjatka (a mai Kirov) közötti kereskedelmi útvonalon fekvő falu a 19. század végén kisebb kereskedelmi központtá nőtt, jelentősek voltak évente négy alkalommal tartott vásárai.
Az 1930-as években lenfeldolgozó és tejfeldolgozó üzeme alakult. Az 1960-as és 1970-es években jelentős építkezés folyt: közigazgatási, kulturális, gyógyászati célú és lakóépületek épültek. 1971-ben betonelemgyárat helyeztek üzembe. 1986 végén 150 ágyas kórház kezdte meg működését. 1997-ben elkezdődött a vezetékes gázellátás kiépítése.
A településen működő szakképző intézetet 1941-ben alapították. Kezdetben 15-16 éves fiatalokat képeztek ki traktoristának, gépkezelőnek a frontra vezényeltek helyettesítésére. Később gépszerelő, technikusi és más szakmai képzés is folyt. Az intézmény kollégiumát 1973-ban építették.